# Little Caesar
Little Caesar (bra: Alma no Lodo) é um filme estadunidense de 1931 do gênero policial dirigido por Mervyn LeRoy para a Warner Bros. O roteiro foi adaptado por Francis Edward Faragoh, Robert N. Lee, Robert Lord e Darryl F. Zanuck (não creditado) do romance homônimo de William R. Burnett. O sucesso de Little Caesar deu um grande impulso a carreira de Edward G. Robinson, que se tornaria um dos mais famosos intérpretes de papéis de gângsteres do cinema americano de ação.

## Elenco
- Edward G. Robinson...Rico
- Douglas Fairbanks, Jr....Joe Massara
- Glenda Farrell...Olga Stassoff
- William Collier Jr....Tony Passa
- Sidney Blackmer...Big Boy
- Ralph Ince...Pete Montana
- Thomas E. Jackson...Sargento Flaherty
- Stanley Fields...Sam Vettori
- Maurice Black...Little Arnie Lorch
- George E. Stone...Otero
- Armand Kaliz...De Voss
- Nicholas Bela...Ritz Colonna

## Sinopse
Dois gângsters, Caesar Enrico Bandello, o "Rico", e seu amigo Joe Massara, vão para Chicago em busca de fortuna. Joe estava mais interessado em fama e mulheres e vai trabalhar como dançarino no clube de Arnie Lorch, onde se apaixona pela sua parceira Olga. Já o violento Rico se junta a gangue mafiosa de Sam Vettori e rapidamente toma o controle do bando e sobe na organização criminosa.
Rico força Joe a ajudá-lo a roubar o clube de Lorch e na ação o bandido mata um político anti-crime importante. Isso coloca na sua perseguição o implacável sargento da polícia Flaherty, que só precisa de uma prova para prender o bandido. Rico teme que Joe, que quer abandoná-lo e se dedicar a sua carreira artística, seja testemunha de Flaherti contra ele no caso de assassinato. E planeja silenciar Joe matando-o.

## Indicação e homenagens
- O filme foi indicado ao Óscar de Melhor Roteiro Adaptado.
- Em 2000, Little Caesar foi selecionado para preservação pela Biblioteca do Congresso, por ser considerado relevante cultural, histórica e estilisticamente.
- Em junho de 2008, o American Film Institute elegeu o filme como o nono entre os dez melhores filmes de gângsters do cinema americano.[2]